# Hřib hlohový
Hřib hlohový neboli hřib satan hlohový (Rubroboletus satanas f. crataegi (Smotl. ex Antonín et Janda) Janda et Kříž 2016) je xanthoidní (odbarvená) forma hřibu satanu (Rubroboletus satanas (Lenz) Kuan Zhao et Zhu L. Yang 2014). Stejně jako on patří mezi barevné i modrající hřiby, je také jedovatý.

## Synonyma
- Boletus aestivalis Smotl.[2]
- Boletus crataegi Smotl.[1] 1952
- Boletus satanas f. crataegi Smotl. ex Antonín et Janda[1]
- hřib hlohový[2]
- modrák hlohový[2]

Název hřib hlohový je původně lidové označení z Královéhradecka, které přejal mykolog František Smotlacha

## Taxonomie
Smotlacha popsal hřib hlohový v roce 1952. Již předpokládal, že lidový název neodráží mykorhizní vazbu na hloh, očekával spíš vazbu na duby nebo habry. Houbu uváděl v rámci článků a přednášek již od roku 1909. Hřib hlohový tehdy pokládal za druh totožný s hřibem medotrpkým (resp. Boletus candicans Fr., Boletus candicans Roques); hřib Fechtnerův (Boletus fechtnerii Velen.) pak považoval za jeho vzácnější formu.

## Vzhled
Znaky odpovídají hřibu satanu, liší se však vybarvením. Téměř zcela nebo kompletně chybí červené barvivo, takže na třeni i pórech převládá žlutá barva maximálně s lokálním začervenáním. Dužnina po poškození modrá, u starých plodnic páchne mršinou.

## Výskyt
Objevuje se na stanovištích hřibu satana, tedy v teplých oblastech s vápenitým podložím, zpravidla v nižších polohách. Vyskytuje se převážně pod duby, případně buky a lipami.

## Rozšíření
V rámci chráněných území České republiky byl hřib nachový popsán mimo jiné na následujících lokalitách:
- Karlické údolí[3] (okres Beroun, Praha-západ)

## Ochrana
Jde o vzácnou houbu, která je jakožto forma hřibu satanu evidována v Červené knize hub České republiky jako zranitelný druh (VU). Je proto třeba jej chránit a nálezy hlásit mykologickým pracovištím.